# 蘄春戰鬥
蘄春戰鬥發生於1927年11月8日－11日，交戰地點則是在中國鄂東，是中華民國北洋政府時期的戰鬥之一。蘄春戰鬥的交戰雙方，一方為國民革命軍六軍楊  杰，另一方北洋八軍李品仙所轄軍隊。

## 參看
- 中華民國北洋政府時期內戰戰鬥列表